# 長野県歯科医師会
一般社団法人長野県歯科医師会（ながのけんしかいしかい 英称 Nagano Dental Association）は、長野県の歯科医師を会員とする法人。

## 本部所在地
- 〒380-8583 長野県長野市稲葉2141

## 郡市歯科医師会

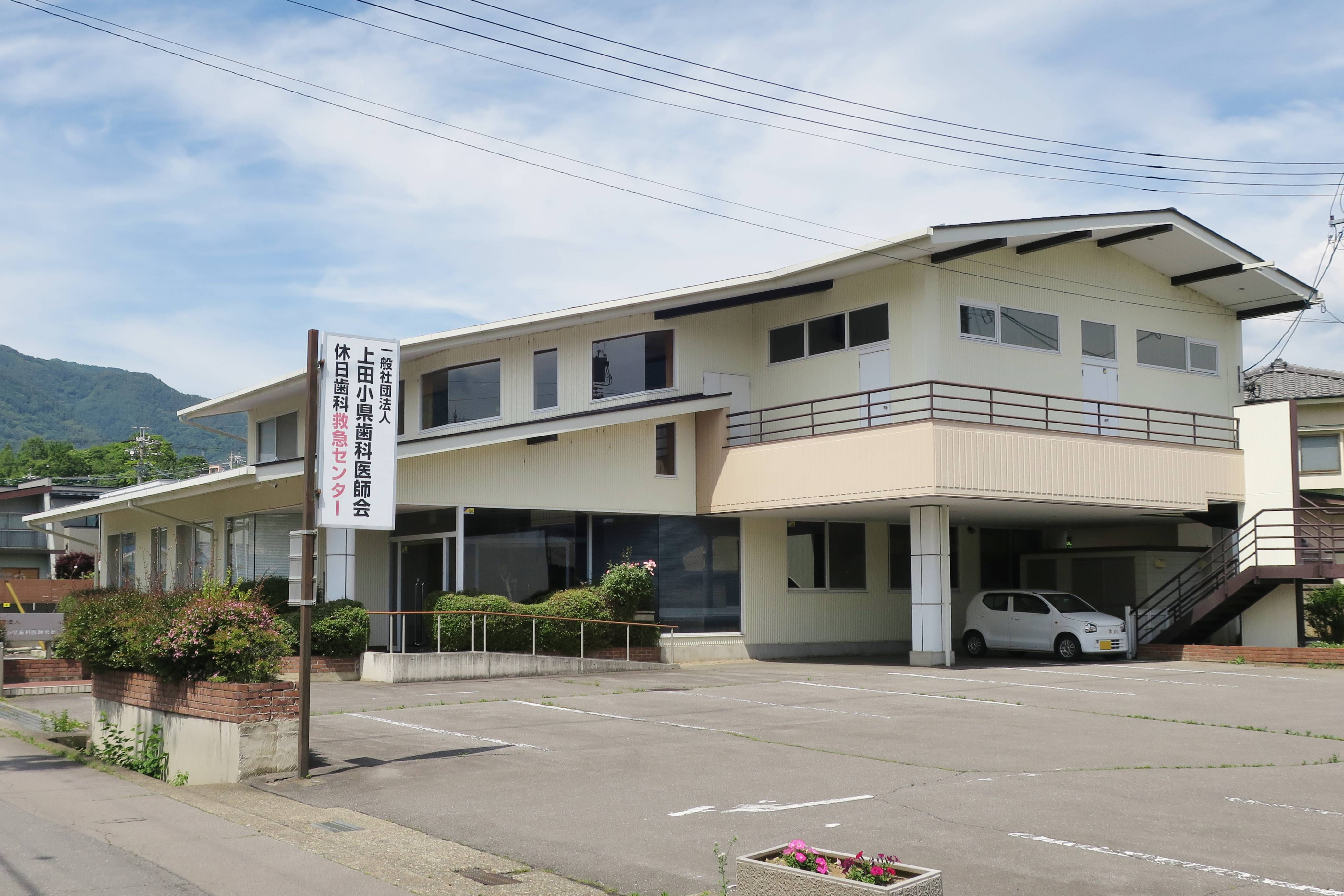
上田小県歯科医師会館

- 長野市歯科医師会 〒380-0911 長野市稲葉2141 長野県歯科医師会館内
- 上水内郡歯科医師会 〒389-1305 上水内郡信濃町柏原2660-1 竹内歯科医院内
- 飯水歯科医師会 〒389-2413 飯山市大照里字黒井1214-8 ふじまき歯科医院内
- 須高歯科医師会 〒382-0041 須坂市立町1465-5 小林歯科医院内
- 中高歯科医師会 〒383-0021 中野市西1-1-7 中野保健セ
- 更級歯科医師会 〒381-2223 長野市里島62
- 埴科歯科医師会 〒387-0013 千曲市小島3145-1 株式会社コーディー2F
- 上田小県歯科医師会 〒386-0014 上田市材木町1-3-6
- 北佐久歯科医師会 〒384-0033 小諸市市町1-1-5 高橋歯科医院内
- 佐久歯科医師会 〒385-0035 佐久市瀬戸1209-1
- 松本市歯科医師会 〒390-0815 松本市深志2-3-21
- 木曽郡歯科医師会 〒399-6201 木曽郡南木曽町読書3400-15 医療法人水野歯科医院内
- 塩筑歯科医師会 〒390-0815 松本市深志1-1-2 朝日生命松本ビル2F
- 安曇野市歯科医師会 〒399-7102 安曇野市明科町中川手2749-1 石田歯科医院内
- 大北歯科医師会 〒398-0022 大町市大町1904-10 いいざわ歯科医院内
- 飯田下伊那歯科医師会 〒395-0017 飯田市東新町2-23
- 上伊那歯科医師会 〒396-0021 伊那市下春日町4922-2
- 岡谷下諏訪歯科医師会 〒394-0022 岡谷市銀座1-1-5 ビア・アピタ岡谷F棟3F
- 諏訪市歯科医師会 〒392-0027 諏訪市湖岸通り4-9-9 マンション諏訪湖1F
- 茅野市諏訪郡歯科医師会 〒391-0005 茅野市仲町9-8 マンションサンフラワーヒノ5-A